# Niwen
Niwen is een 2769 meter hoge berg in de Berner Alpen in de buurt van Goppenstein in het kanton Wallis in Zwitserland.
De top kan alleen per voet bereikt worden in een 4 tot 5 uur durende wandeling vanaf Goppenstein. Vanaf de top van de Niwen heeft men uitzicht over het Rhônedal en het Lötschental.